# Верт, Николя
Николя Верт (фр. Nicolas Werth; род. 15 сентября 1950, Париж, Франция) — французский историк и советолог, специалист по истории СССР, профессор истории Института современной истории при Национальном центре научных исследований (Франция).

## Биография
Отцом Николя Верта был английский журналист Александр Верт, живший в СССР в годы Второй Мировой войны.
Николя Верт с детства знает русский язык. Окончил Высшую нормальную школу литературы и гуманитарных наук в Сен-Клу, дипломированный историк.
Преподавал во французских средних учебных заведениях, а также за границей (в Минске, Нью-Йорке, Москве, Шанхае). В 1985—1989 годах занимал пост атташе по культуре посольства Франции в Москве.
Работая с 1989 года в Национальном центре научных исследований, Николя Верт посвятил свою первую книгу (Être communiste en URSS sous Staline, Gallimard, 1981) советской истории. Особенно его интересовала история общественных отношений 1920-х годов, в частности отношения между властью и обществом (государственное насилие, общественное противодействие и так далее).
В мае 2020 года возглавил отделение «Мемориала» во Франции, созданное тогда же.

## Взгляды
На его образ мыслей и творчество повлияли не только достижения западной советологии, но и работы его российских коллег. Н. Верт в своих исследованиях руководствуется идеей необходимости преодоления раскола между «школой тоталитаризма» и «ревизионистской школой», считая этот раскол бессмысленным после распада СССР, и получения хотя бы частичного доступа к архивам. Вместе с тем, из-за своей склонности к истории общественных отношений, которая «долгое время оставалась бедной родственницей советологии, нацеленной исключительно на политику», он симпатизирует в большей степени трудам историков-«ревизионистов». Полемизируя с некоторыми советологами, считавшими, что тоталитарный контроль за советским обществом был эффективным, он разъясняет, что из отчётов политической полиции «часто становилось очевидным существование несоответствия между желаемой реальностью и фактической реальностью».
Автор посвящённого СССР раздела «Черной книги коммунизма», Н. Верт с 1997 года участвует в работе семинара «Советская история: источники и методы», функционирующего под руководством Алексиса Береловича из Центра исследований России, Кавказа и Центральной Европы (CERCEC) Школы высших исследований в области социальных наук (EHESS). Кроме того, он член редколлегий изданий «Двадцатый век. Исторический журнал» и «Тетради русского мира».

## Научные труды

### Монографии
- Être communiste en URSS sous Staline. — Gallimard, Paris, 1981.
- 'La Vie quotidienne des paysans russes de la Révolution à la collectivisation (1917—1939). — Hachette, Paris, 1984, 410 p.
- avec Gaël Moullec, Rapports secrets soviétiques. La société russe dans les rapports confidentiels, 1921—1991. — Gallimard, Paris, 1995.
- Histoire de l’Union soviétique de Lénine à Staline. — PUF, coll. Que sais-je?, Paris, 1995.
- Histoire de l’Union soviétique de Khrouchtchev à Gorbatchev. — PUF, coll. Que sais-je?, Paris, 1998.
- La Russie en Révolution. — Gallimard, coll. Découvertes Gallimard, Paris, 1998.
- Un État contre son peuple. Violences, répressions, terreurs en URSS de 1917 à 1953 // Stéphane Courtois (dir.), Le Livre noir du communisme, Robert Laffont, Paris, 1998, p. 45—313.
- Histoire de l’Union Soviétique. De l’Empire russe à la CEI, 1900—1991. — PUF, Paris, nouvelle édition refondue et complétée, 2001.
- Les Procès de Moscou (1936—1938). — Éditions Complexe, nouvelle édition revue et augmentée, 2006.
- L'île aux cannibales : 1933, une déportation-abandon en Sibérie. — Perrin, Paris, 2006, 210 p.
- La Terreur et le désarroi. Staline et son système. — Perrin, Paris, 2007.
- L’ivrogne et la marchande de fleurs: Autopsie d’un meurtre de masse, 1937—1938. — Tallandier, Paris, 2009.
- L'État soviétique contre les paysans : Rapport secrets de la police politique (Tcheka, GPU, NKVD) 1918—1939. — Paris, Tallandier, 2011. Avec Alexis Berelowitch.

### Переводы на русский язык
- История советского государства. 1900—1991 = Histoire de l’Union Soviétique. De l’Empire russe à la CEI, 1900—1991. — М.: Прогресс, 1992. — 480 с. — 50 000 экз. — ISBN 5-01-003643-9.
- Террор и беспорядок. Сталинизм как система = La Terreur et le désarroi. Staline et son système. — М.: РОССПЭН, 2010. — 444 с. — ISBN 978-5-8243-1299-7.
- 1917. Россия в революции = Histoire 1917. La Russie en revolution. — М.: ОГИЗ, АСТ, Астрель, 2015. — 160 с. — ISBN 5-17-018475-1. — ISBN 25-271-06181-7. — ISBN 2-07-053415-4.